# Шипчандлер
Шипчандлер (англ. ship chandler — судновий постачальник) — торговельний морський термін, яким називають особу-постачальника продовольства та корабельного обладнання, з метою нормальної експлуатації судна та безпеки мореплавства.
З розвитком ринкових відносин в Україні з'явився такий суб'єкт правовідносин «шипчандлер», однак належної правової регламентації його діяльність до цього часу не отримала, що позначається на рівні послуг, які він надає. 
Довідник кваліфікаційних характеристик професій працівників містить визначення професії шипчандлер, яка відноситься до фахівців морського транспорту. Його посадові обов'язки визначаються наступним чином:
Забезпечує обслуговування судна в порту. Одержує за нарядами, заявками та іншими документами товарно-матеріальні цінності, необхідні для судна (сировину, матеріали, устаткування, комплектуючі вироби, інвентар, канцелярське приладдя тощо). Допомагає адміністрації судна в налагодженні контактів із місцевими органами влади й торгово-постачальними організаціями. Забезпечує своєчасне доставляння товарно-матеріальних цінностей на судно, стежить за їх зберіганням. Контролює додержання вимог охорони праці під час вантажно-розвантажувальних робіт і доставляння вантажів, які придбано для судна. Оформлює необхідну документацію на вантажі, які одержано й відправлено, оплачує за розпорядженням судновласника й капітана судна товари, які було придбано. Виконує різноманітні доручення судновласника або капітана, сприяє економії витрат на придбання матеріальних ресурсів.